# Röda sjön, Kroatien
Röda sjön (kroatiska: Crveno jezero) är en insjö i Kroatien. Den är belägen drygt 1,5 kilometer nordväst om Imotski i Split-Dalmatiens län i landskapet Dalmatien. Sedan år 1969 uppbär sjön skyddsstatus som geomorfologiskt naturminne i Kroatien.

## Beskrivning
Röda sjön är ett geologiskt naturfenomen och turistattraktion. Den syns inte från håll då den är undangömd i en otillgänglig kitteldal. Sjövattnets ovanliga ockranyans som även gett sjön dess namn kommer från järnoxiden i de omgivande klipporna. Precis som den närliggande Blå sjön är Röda sjön en karstsjö som ligger i ett djupt slukhål som troligtvis uppkommit då taket på en underjordisk grotta kollapsat. En lokal men obekräftad legend talar om att det tidigare fanns ett herresäte (Gavanovi dvori) på platsen som förstördes då slukhålet skapades.
År 1998 bekräftade en internationell forskningsexpedition bestående av tyska, österrikiska, schweiziska och kroatiska geologer, biologer, speleologer och hydrologer att sjöbottnen ligger under havsytan och att sjön förses med vatten från ett system av underjordiska kanaler. Slukhålets djup från de omgivande klipporna till sjöbottnen uppmättes till 528 meter. Detta gör slukhålet till ett av de djupaste i världen. På den trettonde internationella speleologkongressen tillkännagavs upptäckten av en underjordisk kanal på 175 meter djup som mäter cirka 30 x 30 meter och förser sjön med vatten. Röda sjön är habitat för Delminichthys adspersus och den endemiska fiskarten Phoxinellus adspersus. Under den torra perioden på året kan den förstnämnda fisken ibland ses i omgivande åar och sjöar vilket ytterligare bekräftar den underjordiska förbindelsen mellan sjön och närliggande vattendrag.          